# Institut für Rechtspolitik an der Universität Trier
Das Institut für Rechtspolitik an der Universität Trier (IRP) ist ein Forschungsinstitut, das der Befassung mit allen für die Rechtspolitik bedeutsamen Gebieten und Fragestellungen gewidmet ist. Ziel ist die wissenschaftliche Begleitung der aktuellen Rechtspolitik sowie die Behandlung neuer Fragen (auch) aus rechtspolitischer Perspektive. Im Januar 2000 wurde das Institut für Rechtspolitik unter Mitwirkung des Landes Rheinland-Pfalz gegründet.
Träger des Institutes ist der als gemeinnützig anerkannte Verein Institut für Rechtspolitik e.V., dem unter anderem das Land Rheinland-Pfalz sowie Privatpersonen des wissenschaftlichen und politischen öffentlichen Lebens angehören. Mit der Universität Trier besteht eine Kooperationsvereinbarung.
Die Leitung des Instituts liegt in den Händen von Thomas Raab (geschäftsführender Vorstand), Professor für Bürgerliches Recht und Arbeitsrecht am Fachbereich Rechtswissenschaft der Universität Trier, und Antje von Ungern-Sternberg, Professorin für deutsches und ausländisches öffentliches Recht, Staatskirchenrecht und Völkerrecht am selben Fachbereich.

## Geschichte
Das Institut für Rechtspolitik wurde am 29. November 2000 unter der Leitung von Gerhard Robbers und Bernd von Hoffmann († 2011) gegründet. Im Dezember 2012 trat Thomas Raab als neues Vorstandsmitglied in das Institut für Rechtspolitik ein. Mit der Ernennung von Gerhard Robbers zum rheinland-pfälzischen Justizminister übernahm Thomas Raab im November 2014 die Geschäftsführung. Im Jahr 2015 wurde Alexander Proelß Mitglied des Vorstandes, bis er im Jahr 2018 die Universität Trier verließ. Auf ihn folgte Antje von Ungern-Sternberg, die zudem die Lehrstuhlnachfolgerin von Gerhard Robbers an der Universität Trier ist.

## Veranstaltungen
Die Gesellschaft für Rechtspolitik veranstaltet seit 1972 die Bitburger Gespräche zu aktuellen und sich abzeichnenden rechtspolitischen Fragestellungen. Bereits bei Gründung des Instituts für Rechtspolitik war geplant, dass eine seiner Aufgaben darin bestehen sollte, die Durchführung dieser Veranstaltungsreihe zu unterstützen. Zu diesem Zweck wurde im Jahr 2001 eine Kooperationsvereinbarung zwischen dem IRP und der Gesellschaft für Rechtspolitik geschlossen. Das Institut unterstützt die organisatorische und wissenschaftliche Vor- und Nachbereitung der Gespräche.
Mehrmals jährlich organisiert das Institut Rechtspolitische Kolloquien mit Vorträgen und Diskussionen von Wissenschaftlern und Praktikern zu Fragen der nationalen und internationalen Rechtspolitik. Daneben finden in unregelmäßigen Abständen Tagungen unter dem Titel Rechtspolitisches Symposium statt. Diese dienen als größere Gesprächsveranstaltungen der weiter vertieften Befassung mit rechtspolitischen Themen.

## Publikationen
Das Institut gibt gemeinsam mit der Gesellschaft für Rechtspolitik die Jahrbücher zu den Bitburger Gesprächen heraus. Die im Rahmen der Rechtspolitischen Kolloquien gehaltenen Vorträge werden in der institutseigenen Schriftenreihe Rechtspolitisches Forum veröffentlicht. Schließlich unterhält das Institut eine Schriftenreihe mit dem Titel Rechtspolitisches Symposium, in der zum einen die Beiträge der vom Institut veranstalteten Tagungen, zum anderen aber auch monographische Abhandlungen zu rechtspolitischen Themen erscheinen.
Seit 2020 erscheint unter dem Titel Im Treff – Trierer rechtspolitische Gespräche der institutseigene Podcast, in dem aktuelle rechtspolitische Fragen und Entwicklungen aus Gesellschaft, Rechtsprechung und Gesetzgebung aufgegriffen werden.